# Elecciones generales de Granada de 1990
Las elecciones generales de Granada de 1990 tuvieron lugar el 13 de marzo del mencionado año con el objetivo de renovar los 15 escaños de la Cámara de Representantes, con base en cuya composición se integró el Senado, configurando el Parlamento de Granada para el período 1990-1995. Se trató de los terceros comicios que tenían lugar en Granada desde su independencia del Reino Unido en 1974, así como los segundos desde la invastión estadounidense de 1983. Fueron también las décimas elecciones bajo sufragio universal en el país. Las elecciones se celebraron tres meses después de la muerte del primer ministro Herbert Blaize, por lo que el gobierno estaba a cargo de Ben Jones, su hasta entonces vice primer ministro.
El conservador Nuevo Partido Nacional (NNP), partido gobernante durante todo el mandato anterior, había enfrentado una grave crisis interna y se había dividido con Blaize fundado una nueva formación llamada El Partido Nacional (TNP) y el liderazgo del NNP cayendo en manos de Keith Mitchell. Jones asumió el liderazgo del TNP cuando Blaize murió solo dos días después de ser elegido su líder, y lo encabezó en los comicios. Mientras tanto, la facción más progresista del NNP, encabezada por George Brizan, había fundado el socioliberal Congreso Nacional Democrático (NDC), que concurrió con el jefe de gobierno interino tras la invasión de 1983, Nicholas Brathwaite, como candidato a primer ministro. El ex primer ministro Eric Gairy continuó liderando el Partido Laborista Unido de Granada (GULP), lo que convirtió la elección en una contienda notablemente multipartidista. La campaña estuvo marcada por el complicado cuadro económico, con un alto índice de desempleo.
Beneficiado por la división del oficialismo y la popularidad personal de Brathwaite, el NDC obtuvo una estrecha victoria con el 34,46 % de los votos y logró la mayoría simple con 7 de los 15 escaños, uno solo por debajo de la mayoría absoluta. El GULP se ubicó segundo con el 28,06 % y 4 escaños, convirtiéndose en el principal partido de la oposición, aunque el propio Gairy fracasó en ingresar al Parlamento en su circunscripción en Saint George South (en lo que fue la primera derrota electoral personal en toda su carrera). El TNP y el NNP prácticamente empataron en votos (17,58 % y 17,48 %), obtuvieron 2 escaños cada uno y tanto Jones como Mitchell resultaron reelectos en sus circunscripciones. La división fue determinante para la derrota conservadora, pues un NNP unido hubiera sido reelecto en el poder por escaso margen con un 35,06 % del voto popular y 8 escaños. La participación cayó drásticamente, a un 68,59 % del electorado registrado.
El NDC logró llegar a un acuerdo con el TNP (una posibilidad que ya había sido discutida antes de las elecciones) y formó un nuevo gobierno de coalición el 16 de marzo, con Brathwaite reemplazando a Jones como primer ministro. Winnifred Strachan, elegida como candidata del GULP en Saint Andrew South East, asumió como líder de la Oposición.

## Antecedentes

### Gobierno de Herbert Blaize
Las elecciones generales de diciembre de 1984 fueron convocadas por un gobierno provisional liderado por el Gobernador General Paul Scoon y el jefe de gobierno interino Nicholas Brathwaite, apoyados por una ocupación militar dirigida por los Estados Unidos tras la invasión del archipiélago en octubre de 1983, que derrocó al régimen socialista del Gobierno Popular Revolucionario, restableciendo la constitución prerrevolucionaria de 1974. Los comicios resultaron en un rotundo triunfo del recién establecido Nuevo Partido Nacional (NNP), con 14 de los 15 escaños parlamentarios, permitiendo a su líder Herbert Blaize asumir como primer ministro de Granada. El Partido Laborista Unido de Granada (GULP), fuerza gobernante antes de la Revolución bajo el liderazgo de Eric Gairy, obtuvo el escaño restante, aunque el parlamentario electo, Marcel Peters, desertó del partido nada más asumir y terminó fundando su propia formación, el Partido Laborista Democrático, antes de asumir como líder de la Oposición. El gobierno de Blaize asumió sus funciones con la promesa de estabilizar la situación económica (en crisis desde la invasión) y reinstitucionalizar el país después de un prolongado período de autoritarismos. Tuvo un éxito parcial en recuperar el crecimiento económico que había marcado los años previos al asesinato de Maurice Bishop y mantuvo estrechas relaciones con la administración estadounidense de Ronald Reagan. Sin embargo, el período siguiente estaría marcado por conflictos internos en el seno del partido que debilitarían la gestión.
A pesar de la aparente mayoría casi unánime del NNP, el partido era realmente una inestable coalición entre el Partido Nacional de Granada (GNP) liderado por Blaize (que representaba al conservadurismo tradicional, había sido uno de los principales partidos políticos antes de la Revolución y ya había gobernado en dos ocasiones), el Partido Nacional Democrático (NDP) liderado por George Brizan (que representaba a elementos izquierdistas o liberales del Gobierno Popular Revolucionario (GDM) que se habían distanciado de este durante su transcurso) y el Movimiento Democrático de Granada liderado por Francis Alexis (que representaba a los opositores exiliados durante el régimen de Bishop). Esta alianza había sido establecida poco antes de las elecciones con apoyo del gobierno estadounidense con el objetivo de unificar a las fuerzas que habían sido opositoras tanto al régimen socialista de Bishop como al régimen predecesor de Gairy, impidiendo así el ascenso electoral de elementos autoritarios o antioccidentales, pero las luchas de poder entre sus distintos liderazgos, exacerbadas por la actitud autocrática del liderazgo de Blaize, minaron la unidad del NNP casi desde el comienzo. La mala salud de Blaize y su decisión de permanecer la mayor parte del tiempo recluido a partir de la segunda mitad de 1986 también afectaron negativamente al gobierno.
En agosto de 1986 tuvieron lugar las primeras renuncias en el gabinete de Blaize, y a partir de 1987 las crisis en el partido comenzaron a traducirse en deserciones parlamentarias. En octubre de ese año, George Brizan y Francis Alexis, acompañados por otros tres parlamentarios (todos con militancia original en el NDP) se separaron y establecieron el Congreso Nacional Democrático (NDC), partido de base liberal. Este cambio implicó que Brizan asumiera como nuevo líder de la Oposición en el Parlamento. Marcel Peters, el único parlamentario del GULP, desertó del partido y se unió al NDC, dándole a la formación un total de 6 escaños y privando al NNP de una mayoría de dos tercios.

### Situación política en 1989
Los años 1988 y sobre todo 1989 estuvieron marcados por los movimientos internos dentro de los partidos políticos de cara a las inminentes elecciones generales. Desde octubre de 1988 se comenzó a especular que George Brizan planeaba cederle el liderazgo del NDC a otro dirigente de cara a las elecciones, barajando la posible candidatura de Nicholas Brathwaite, jefe de gobierno interino posterior a la invasión. Brathwaite se mantuvo públicamente en suspenso durante las siguientes semanas, aunque declaró que estaba interesando en involucrarse en la política electoral. Los rumores finalmente se confirmaron durante la Convención del partido, que tuvo lugar entre el 29 y el 30 de enero de 1989, y en la cual los 400 delegados eligieron líder político del NDC a Brathwaite por unanimidad. Mientras tanto, el GULP confirmó que Eric Gairy volvería a liderar el partido y esta vez se presentaría personalmente como candidato en su antigua circunscripción en Saint George South. De este modo, las principales fuerzas de la oposición llegarían a la elección con liderazgos definidos.
Entretanto, el NNP se vio sumido en una dura lucha de poder luego de que el miembro del Parlamento por Saint George North West y Ministro de Obras Públicas y Comunicaciones, Keith Mitchell, un exmiembro del GDM, decidiera presentar un desafío contra Blaize por el liderazgo del partido en la Convención realizada el 18 de enero de 1989. Mitchell encabezaba una facción interna del NNP, denominada «New Thrust» («Nuevo Impulso»), que criticaba el liderazgo de Blaize por considerarlo autoritario e ineficaz, exigiendo su retiro para facilitar la renovación del NNP. En lo que se consideró una sorpresa política, Mitchell derrotó a Blaize y asumió el liderazgo, con Ben Jones (un partidario de Blaize) como líder adjunto. Aunque Blaize conservó el cargo de primer ministro, las tensiones entre él y Mitchell se agudizaron durante los siguientes meses, con Jones y otros partidarios del primer ministro, agrupados en la facción «Left Back Few» («Lateral Izquierdo»), boicoteando las sesiones del Comité Ejecutivo del partido presidido por Mitchell. El 21 de julio, Blaize anunció una reorganización del gabinete y despidió a Mitchell y al Ministro de Asuntos Legales y Seguridad Nacional, Lawrence Joseph, acusándolos de tener «una agenda oculta» en su contra, lo que resultó en que este respondiera anunciando la expulsión del primer ministro del NNP. Blaize declaró entonces la fundación de un nuevo partido, denominado El Partido Nacional y compuesto mayormente por sus partidarios, con él como líder y Jones como líder adjunto.
Mitchell declaró entonces que Blaize debía dimitir y que, en caso contario, el NNP iniciaría acciones para deponerlo. El NNP llegó a un acuerdo con el NDC para una sesión parlamentaria el 25 de agosto, durante la cual muy probablemente se presentaría una moción de censura contra Blaize. Con el NDC y el NP empatados en escaños, la posición del gobierno había quedado en entredicho. Anticipándose a la probable derrota parlamentaria, Blaize solicitó al Gobernador General Scoon que prorrogara el Parlamento, decisión que se hizo efectiva el 23 de agosto. Durante los siguientes meses, Blaize gobernó casi por decreto, lo que agudizó el conflicto político y perturbó la relación del gobierno con otros sectores de la sociedad civil, como los sindicatos. El Parlamento solo se reunió brevemente en diciembre para aprobar medidas financieras para pagar a trabajadores en huelga. El Partido Nacional organizó su primera convención el 17 de diciembre, con Blaize ratificado como su líder político con Jones como su adjunto. Sin embargo, dos días más tarde, Blaize falleció repentinamente, víctima de un cáncer de próstata.

### Gobierno de Jones y convocatoria electoral
Jones asumió automáticamente el cargo de primer ministro de Granada y líder del NP. Aunque la posición parlamentaria del gobierno seguía siendo muy débil (la muerte de Blaize había convertido al NDC en el partido más grande del Parlamento, con 6 escaños contra 5 del NP y 3 del NNP), se relajaron considerablemente las tensiones política en el país, faltando tan solo unas pocas semanas para el final del mandato constitucional del Parlamento, con el 28 de marzo de 1990 como fecha última para la realización de los siguientes comicios. Jones dedicó su breve mandato a la consolidación del NP como partido político, realizando una serie de giras y actos proselitistas en el país. También mejoró sus relaciones con la oposición, mostrando acercamientos con el NDC para evitar una cooperación entre Brathwaite y Mitchell para desalojarlo del poder. El 11 de febrero, durante una concentración del NP en el Queen's Park de Saint George, en presencia de unos dos mil concurrentes, Jones anunció el 13 de marzo (undécimo aniversario de la Revolución de 1979) como la fecha para la realización de los comicios, amparándose en la necesidad de «desmitificar» aquella fecha. Ese mismo día el Gobernador General confirmó la disolución del Parlamento.

## Sistema electoral
| Mapa                    | Circunscripción               | Parlamentarios (1984)      | Parlamentarios (1984) | Parlamentarios (1984) | Parlamentarios (1984) | Parlamentarios (1984) |
| ----------------------- | ----------------------------- | -------------------------- | --------------------- | --------------------- | --------------------- | --------------------- |
|                         | Carriacou y Pequeña Martinica | Herbert Blaize (fallecido) |                       | NNP                   |                       | NP                    |
| Saint Andrew North East | Marcel Peters                 |                            | GULP                  |                       | NDC                   |                       |
| Saint Andrew North West | Alleyne Walker                |                            | NNP                   |                       | NP                    |                       |
| Saint Andrew South East | Pauline C. Andrew             |                            | NNP                   |                       | NP                    |                       |
| Saint Andrew South West | Ben Jones                     |                            | NNP                   |                       | NP                    |                       |
| Saint David             | Daniel Williams               |                            | NNP                   |                       | NNP                   |                       |
| Ciudad de Saint George  | George McGuire                |                            | NNP                   |                       | NP                    |                       |
| Saint George North East | George Brizan                 |                            | NNP                   |                       | NDC                   |                       |
| Saint George North West | Keith Mitchell                |                            | NNP                   |                       | NNP                   |                       |
| Saint George South      | Phinsley St. Louis            |                            | NNP                   |                       | NDC                   |                       |
| Saint George South East | Francis Alexis                |                            | NNP                   |                       | NDC                   |                       |
| Saint John              | Grace Duncan                  |                            | NNP                   |                       | NNP                   |                       |
| Saint Mark              | Félix G. Alexander            |                            | NNP                   |                       | NP                    |                       |
| Saint Patrick East      | Tillman Thomas                |                            | NNP                   |                       | NDC                   |                       |
| Saint Patrick West      | Kenny Lalsingh                |                            | NNP                   |                       | NDC                   |                       |

Los comicios se realizaron bajo el texto constitucional instaurado en 1974 y la Ley de Elecciones para la Cámara de Representantes de 1958. Bajo las disposiciones vigentes, Granada era una monarquía parlamentaria en el marco de la Mancomunidad de Naciones, con Isabel II como jefa de estado representada localmente por un Gobernador General, mientras que la jefatura de gobierno residía en un primer ministro y su gabinete dependientes de la confianza del Parlamento. El sistema parlamentario granadino estaba modelado en torno al sistema Westminster, compuesto por una Cámara de Representantes elegida por voto popular y un Senado designado en base a la composición de la Cámara. Las elecciones generales se realizarían cada cinco años, aunque el Parlamento podía ser disuelto para convocar a elecciones anticipadas antes del final del mandato.
Todos los ciudadanos de la Mancomunidad de Naciones con residencia permanente en Granada que fueran mayores de dieciocho años tendrían derecho a voto. El sistema electoral para las elecciones a la Cámara de Representantes sería el escrutinio mayoritario uninominal. El país estaba dividido en quince circunscripciones, cada una de las cuales estaría representada por un miembro del Parlamento elegido a simple mayoría de votos. Todos los electores calificados con domicilio o residencia en el país o residencia durante al menos doce meses inmediatamente antes de la votación y que supieran leer y hablar en inglés con fluidez tendrían derecho a presentarse como candidatos. Quedarían excluidos los que tuvieran una quiebra no liquidada, debieran lealtad a un estado extranjero, fueran declarados mentalmente insanos o pesara sobre ellos una sentencia de muerte o prisión superior a un año, así como determinados funcionarios del gobierno. El potencial candidato debía presentar el aval de seis electores registrados en su circunscripción y un depósito monetario de EC$300. Si el candidato obtenía menos del 12,5% de los votos, el depósito sería entregado al Estado.
El partido político que obtuviera una mayoría en la Cámara de Representantes o lograse reunir los respaldos para gozar de la confianza del cuerpo tendría derecho a formar gobierno, y su líder sería nombrado primer ministro. Al líder del partido con más escaños que no formara parte del gobierno le correspondería el cargo de líder de la Oposición. El Senado sería designado por el Gobernador General después de las elecciones. Se designarían siete senadores nombrados por consejo del primer ministro, tres por consejo del líder de la Oposición y tres independientes por consejo del primer ministro después de haber consultado con grupos de la sociedad.

## Partidos y candidaturas
La nominación de candidatos tuvo lugar el 23 de febrero y resultó en un número récord de nominaciones, con 76 candidatos compitiendo por los quince escaños parlamentarios. Cuatro fuerzas políticas (el Nuevo Partido Nacional, el Congreso Nacional Democrático, El Partido Nacional y el Partido Laborista Unido de Granada) presentaron candidatos en todas las circunscripciones, fenómeno que no tenía precedentes y que nunca ha vuelto a repetirse en Granada. El Movimiento Patriótico Maurice Bishop, fuerza de izquierda representante de los partidarios del Gobierno Popular Revolucionario, postuló trece candidatos (quedando ausente solo en Saint Andrew South East y Saint George South), lo que resultó en que hasta cinco partidos disputaran una mayoría absoluta. Trece de los catorce parlamentarios elegidos en 1984 buscaron la reelección, aunque solo dos (Keith Mitchell y Grace Duncan) lo hicieron bajo la bandera del mismo partido por el cual fueron electos (el NNP). Además de Carriacou y Pequeña Martinica, la circunscripción del fallecido Herbert Blaize, Saint David fue la única circunscripción en la que su parlamentario saliente, Daniel Williams (el otro miembro restante del NNP) no se presentó a la reelección.
| Circunscripción               | TNP                 | NNP                | NDC                 | GULP                   | MBPM              | GOD                | Independientes   |
| ----------------------------- | ------------------- | ------------------ | ------------------- | ---------------------- | ----------------- | ------------------ | ---------------- |
| Carriacou y Pequeña Martinica | Michael A. Caesar   | Winston T. Fleary  | Nicholas Brathwaite | Nomfield Bristol       | Lyle A. Bullen    |                    |                  |
| Saint Andrew North East       | Clarence Renaud     | McDonald George    | Marcel Peters       | Lawrence Gibbs         | Leslie Julien     |                    |                  |
| Saint Andrew North West       | Alleyne Walker      | Bert LaTouche      | Paul Francis        | Herbert Fletcher       | Carlton Bernard   |                    |                  |
| Saint Andrew South East       | Pauline C. Andrews  | Lawrence Joseph    | Norton Noel         | Winifred Strachan      |                   |                    |                  |
| Saint Andrew South West       | Ben Jones           | Richard L. Lewis   | Denis Noel          | Joseph McGuire         | George Lewis      |                    |                  |
| Saint David                   | Catherine J. Hagley | Joslyn Whiteman    | Michael A. Andrew   | Vincent A. Clyne       | Brian C. Lindsay  |                    |                  |
| Ciudad de Saint George        | George McGuire      | Dennis Campbell    | Joan M. Purcell     | Herbert Preudhome      | Terry Marryshow   | Justin F. McBurnie | Michael Doneland |
| Saint George North East       | Fitzroy Alexander   | John Munro         | George Brizan       | Gerald Arlin           | Valentine Joseph  |                    | Michael Radix    |
| Saint George North West       | Michael Stewart     | Keith Mitchell     | Carl L. Hod         | Jerry Seales           | Carlton Briggs    |                    |                  |
| Saint George South            | Joseph H. Robinson  | Winston Whyte      | Phinsley St. Louis  | Eric Gairy             |                   |                    |                  |
| Saint George South East       | Joseph H. Robinson  | Robert C. Grant    | Francis Alexis      | Norman J. DeSouza      | Joseph S. Charter |                    |                  |
| Saint John                    | Linda Charles       | Grace Duncan       | Carlyle Glean       | Edzel V. Thomas        | Einstein Louison  |                    |                  |
| Saint Mark                    | Felix G. Alexander  | Malcolm C. Antoine | Henry DeAllie       | Albert O. Forsyth      | George D. Thomas  |                    |                  |
| Saint Patrick East            | Nathaniel Henry     | Presot Swan        | Tillman Thomas      | Winston E. Frederick   | Glen St. Louis    |                    |                  |
| Saint Patrick West            | Paul Richards       | Lennox Jerome      | Kenny Lalsingh      | Wellington R.L. Friday | Joseph Andall     |                    |                  |

## Campaña
La campaña electoral formal duró desde el 24 de febrero (después del Día de la Nominación) hasta el 11 de marzo, dos días antes de los comicios. Las cuestiones económicas (fundamentalmente el desempleo y la necesidad de atraer mayor inversión extranjera) ocuparon un lugar destacado entre los principales temas que preocupaban a los votantes. A pesar de la elevada oferta electoral, la mayoría de los partidos de peso (en particular el NDC, el NNP y el TNP) tenían plataformas similares, defendiendo una agenda políticamente liberal y la defensa de una economía de libre mercado, aunque con una mirada pragmática que fue calificada como «centrista» por los medios de comunicación. Por su parte, el GULP estaba abocado a una retórica duramente anticomunista, como consecuencia de la Revolución que lo había depuesto del poder en 1979. Finalmente el MBPM, considerado heredero político de la mencionada Revolución, fue el único partido abiertamente izquierdista.
El Congreso Nacional Democrático, liderado por Nicholas Brathwaite, centró su discurso en una plataforma «progresista liberal», criticando cierto efectos negativos a de las políticas económicas del gobierno anterior y comprometiéndose a revertirlas. El partido concurrió beneficiado por un creciente apoyo entre la juventud urbana, descontenta con las gestiones de Blaize y Jones, así como la división de votos entre el NNP y el TNP y la impopularidad constante del GULP por los abusos cometidos durante el régimen de Gairy. Carente de las habilidades de liderazgo carismático de la mayoría de sus competidores, Brathwaite centró su discurso en presentarse como un administrador íntegro y capaz que pondría fin al alto desempleo y atraería inversión extranjera al país, mientras que George Brizan y Francis Alexis se ocuparon de aportar liderazgo político en contraposición con las constantes crisis internas y liderazgos autocráticos en los demás partidos. En materia exterior, el NDC propuso un acercamiento a integrantes del Movimiento de Países No Alineados, manteniendo las buenas relaciones con Occidente pero buscando «diversificar» a sus socios regionales.
La fuerte atomización partidaria generada por el hecho de tener hasta cinco fuerzas políticas de relativo peso disputando una mayoría absoluta (algunos con liderazgos fuertemente establecidos en algunas circunscripciones) rompió con el esquema bipolar que tradicionalmente había dominado la política granadina, por lo que desde un principio se había considerado factible la posibilidad de un Parlamento sin mayoría, lo que generó debates sobre lo que ocurriría en esta situación. Tanto el NDC como el TNP habían barajado la posibilidad de cooperar en dicho escenario para formar un gobierno de coalición, a pesar de que Brathwaite y Jones habían descartado una coalición electoral antes de la nominación.

## Resultados

### Nivel general
Tal y como habían predicho periodistas y observadores locales, las elecciones vieron al Congreso Nacional Democrático emerger como el partido más grande del Parlamento con un 34,46 % de los votos válidamente emitidos y 7 de los 15 escaños, apenas uno por debajo para garantizarse una mayoría absoluta. En gran medida debido a que contaba con más de un liderazgo establecido en diversas circunscripciones, el NDC fue el único partido con una fuerza electoral relativamente distribuida en términos territoriales y la totalidad de sus candidatos superaron la barrera para retener sus depósitos electorales. Los principales apoyos del partido estuvieron en el sur de la isla principal, ganando la totalidad de las circunscripciones sureñas por márgenes holgados, pero imponiéndose también en antiguos bastiones del NNP en el norte, como Saint Patrick West. Resaltó el triunfo de Brathwaite con un 67,13 % de los votos en la dependencia de Carriacou y Pequeña Martinica, la antigua circunscripción de Blaize, en lo que fue el resultado más aplastante de la jornada y en la primera elección en la que este no era candidato desde 1951. Su desempeño en el centro y norte de la isla fue más deslucido, siendo su peor resultado en Saint George North West, donde Carl L. Hod logró el 13,53 %. Aunque el NDC no logró la mayoría, el resultado volvió casi inviable la formación de un gobierno que no fuera encabezado por Brathwaite y, en conclusión, el Gobernador General Scoon lo nombró primer ministro de Granada tan solo tres días después de las elecciones, el 16 de marzo, logrando un acuerdo con el TNP.
El Partido Laborista Unido de Granada obtuvo el 28,06% de los votos y cuatro escaños, lo que le permitió recuperar el puesto de principal partido de la Oposición al nuevo gobierno. Su mejor resultado fue en Saint Andrew South East, donde Winifred Strachan resultó electa con el 37,46 % de los votos. Recuperó el único escaño que había ganado en 1984, el de Saint Andrew North East, de la mano de Lawrence Gibbs. Sin embargo, en lo que se consideró un revés político crucial para el partido, Eric Gairy resultó sorpresivamente derrotado en la circunscripción de Saint George South (que había representado desde su creación en 1962 hasta su derrocamiento en 1979) frente a Phinsley St. Louis, del NDC. Se trató de la primera ocasión en toda su carrera política en que Gairy sufrió una derrota electoral personal en la circunscripción que disputó. A pesar de haber recuperado el puesto de líder de la Oposición (que fue asumido por Strachan), el GULP perdió una considerable cantidad de votos respecto a 1984 (viéndose más bien impulsado por la división de votos entre el NDC, el NNP y el TNP). El peor resultado del GULP fue en Carriacou y Pequeña Martinica (históricamente un bastión opositor a Gairy), donde Nomfield Bristol obtuvo solo el 6,78 % de los votos (el único de los quince candidatos del partido que perdió su depósito). La derrota de Gairy fue vista como el «fin de una era» y marcó la profundización del declive del GULP como fuerza política que conduciría a su eventual desaparición de la escena política ante el ascenso del sistema bipartidista entre el NDC y el NNP.
Debilitado por las divisiones con el Nuevo Partido Nacional, El Partido Nacional obtuvo el peor voto popular histórico para un gobierno en funciones en la historia de Granada, cayendo a un 17,58 % de los sufragios válidamente emitidos y reteniendo únicamente dos escaños. El primer ministro Ben Jones logró retener su circunscripción en Saint Andrew South West con un 48,34 % de los votos, lo que fue el mejor desempeño para el partido. Alleyne Walker fue reelegido en la vecina Saint Andrew North West con un 35,07 % de los votos. El resto de los parlamentarios del TNP perdieron sus escaños, con Félix G. Alexander registrando en Saint Mark el peor desempeño histórico para un parlamentario en ejercicio buscando la reelección, con solo 13,06 %. El porcentaje de votos más bajo para el partido fue en Saint George North West, donde Michael Stewart obtuvo solo el 3,10 %. Por su parte, el NNP liderado por Keith Mitchell retuvo aplastantemente la circunscripción de Saint George North West, donde Mitchell logró el 56,47 % de los votos y fue el candidato ajeno al NDC con mejor desempeño, y ganó por muy poco en Saint Mark con	Malcolm Antoine recibiendo el 30,31 %. Hasta la fecha, ambas circunscripciones son las únicas que no han cambiado de partido desde la invasión de Granada. El peor resultado para el NNP fue en Carriacou, donde Winston T. Fleary recibió solo el 1,75 % de los votos (el peor desempeño para cualquier candidato en la historia del partido).
|  | 34.46 % |

|  | 28.06 % |

|  | 17.58 % |

|  | 17.48 % |

|  | 2.37 % |

|  | 0.02 % |

|  | 0.04 % |

|  | 98.83 % |

|  | 1.17 % |

|  | 100.00 % |

|  | 68.42 % |

### Resultados por circunscripción
|  | 67.13 % |

|  | 22.69 % |

|  | 6.78 % |

|  | 1.75 % |

|  | 1.65 % |

|  | 100.00 % |

|  | 37.49 % |

|  | 30.15 % |

|  | 20.85 % |

|  | 11.50 % |

|  | 100.00 % |

|  | 48.34 % |

|  | 23.29 % |

|  | 21.10 % |

|  | 5.17 % |

|  | 2.10 % |

|  | 100.00 % |

|  | 35.12 % |

|  | 24.57 % |

|  | 21.36 % |

|  | 17.75 % |

|  | 1.20 % |

|  | 100.00 % |

|  | 35.07 % |

|  | 30.15 % |

|  | 26.48 % |

|  | 5.64 % |

|  | 2.65 % |

|  | 100.00 % |

|  | 38.90 % |

|  | 33.54 % |

|  | 14.22 % |

|  | 12.20 % |

|  | 1.14 % |

|  | 100.00 % |

|  | 33.51 % |

|  | 24.60 % |

|  | 24.12 % |

|  | 15.21 % |

|  | 1.83 % |

|  | 0.48 % |

|  | 0.26 % |

|  | 100.00 % |

|  | 58.15 % |

|  | 18.08 % |

|  | 16.47 % |

|  | 6.17 % |

|  | 1.01 % |

|  | 0.12 % |

|  | 100.00 % |

|  | 56.47 % |

|  | 25.30 % |

|  | 13.53 % |

|  | 3.10 % |

|  | 1.59 % |

|  | 100.00 % |

|  | 50.86 % |

|  | 24.51 % |

|  | 12.23 % |

|  | 10.60 % |

|  | 1.80 % |

|  | 100.00 % |

|  | 41.05 % |

|  | 34.95 % |

|  | 14.58 % |

|  | 9.41 % |

|  | 100.00 % |

|  | 34.56 % |

|  | 28.93 % |

|  | 24.73 % |

|  | 6.73 % |

|  | 5.04 % |

|  | 100.00 % |

|  | 30.31 % |

|  | 26.22 % |

|  | 23.43 % |

|  | 13.06 % |

|  | 6.99 % |

|  | 100.00 % |

|  | 33.74 % |

|  | 28.35 % |

|  | 20.07 % |

|  | 15.95 % |

|  | 1.89 % |

|  | 100.00 % |

|  | 36.14 % |

|  | 26.80 % |

|  | 16.18 % |

|  | 15.31 % |

|  | 5.57 % |

|  | 100.00 % |